# Gaspar de Bracamonte y Guzmán

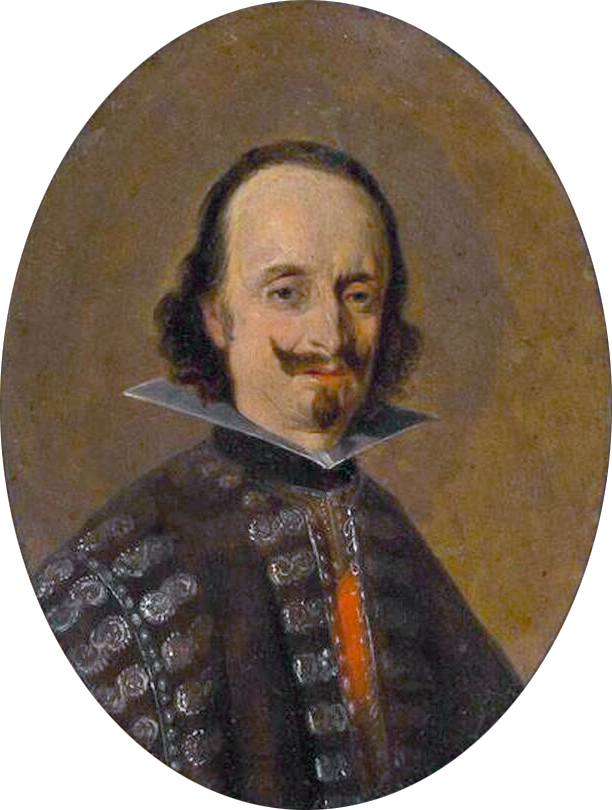
Gaspar de Bracamonte y Guzmán

Gaspar de Bracamonte y Guzmán (1595-1676), graaf van Peñaranda en Castiliaan, was een veeltalig diplomaat van het koninkrijk Spanje en leider van de Spaanse delegatie tijdens de onderhandelingen die uitmondden in het Verdrag van Münster.
Tijdens de aanloop naar de uiteindelijke ondertekening besefte de Bracamonte y Guzmán dat Spanje niet langer opgewassen was tegen de groeiende invloed en militaire macht van Frankrijk waardoor zij konden doordringen tot Kortrijk, Sint-Winoksbergen, Veurne en Duinkerke. De Staatse troepen hadden Hulst veroverd. Op 2 december 1645 schreef de Spanjaard: Over de veldtocht van dit jaar kan geen goed woord worden gezegd; we hebben er onze eer en alle krediet mee verloren en er rest ons nu nog maar één mogelijkheid en dat is vrede sluiten: een goede vrede, een minder goede vrede of een slechte vrede, als het maar een vrede is.
Bij de ondertekening van het vredesverdrag viel het iedereen op dat Gaspar de Bracamonte y Guzmán gekleed was in Amsterdams laken van de hoogste kwaliteit, rode pluimen op zijn hoed en een overdaad aan ringen met diamanten. De dag na de ondertekening trakteerde hij met een enorm gastmaal met voor zijn deur een fontein van wijn voor het volk. Hij wilde zo snel mogelijk terug naar huis en zijn vrouw die al drie jaar op hem wachtte.
De Spaanse koning Filips IV benoemde hem bij zijn terugkeer tot Grande de España (grote van Spanje), Spanjes allerhoogste waardigheid. Hij bracht het later tot onderkoning van Napels en na het overlijden van Filips tot regent van zijn land.